# فهرست ریاضی‌دانان روس
این فهرستی است از ریاضیدانان روس شامل ریاضیدانان مشهور از امپراتوری روسیه، اتحاد جماهیر شوروی و فدراسیون روسیه است.

## فهرست حروف الفبا

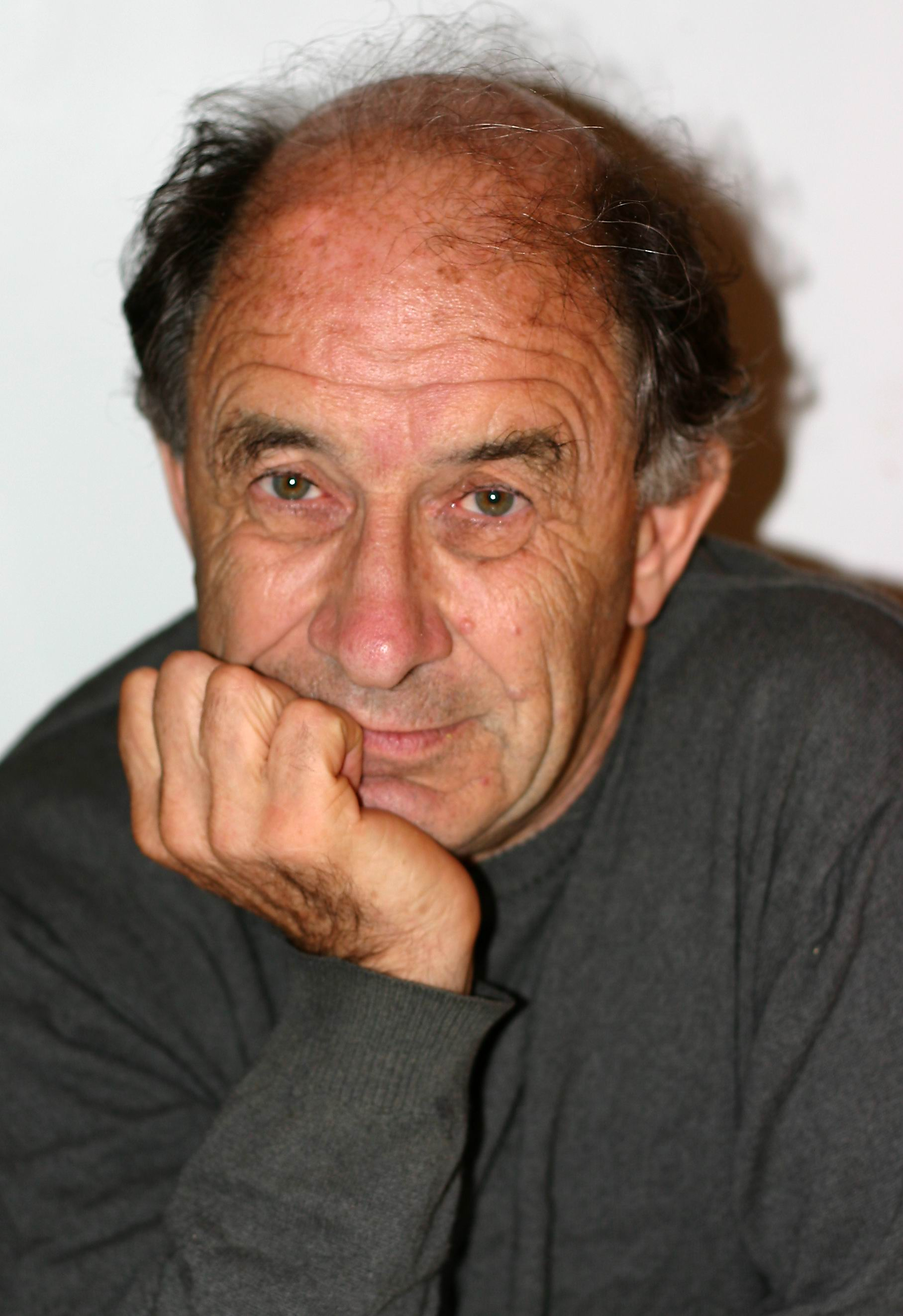
آرنولد

- گئورگی آدلسون-ولسکی، مخترع الگوریتم درخت AVL، توسعه دهنده Kaissa، اولین قهرمان شطرنج کامپیوتری جهان
- سرگئی آدیان، که برای کار خود در نظریه گروه، به ویژه در مسئله Burnside شناخته شده‌است
- الکساندر الکساندروف، توسعه دهنده فضای CAT(k) و قضیه منحصر به فرد الکساندروف در هندسه
- پاول الکساندروف، نویسنده فشرده سازی الکساندروف و توپولوژی الکساندروف
- دیمیتری آنوسوف، دیفئومورفیسم آنوسوف را توسعه داد
- ولادیمیر آرنولد، نویسنده قضیه کولموگروف – آرنولد – موزر در سیستم‌های دینامیکی، مسئله سیزدهم هیلبرت را حل کرد، طبقه‌بندی ADE و مسائل روبل آرنولد را مطرح کرد.
- الکساندر بیلینسون، ریاضیدان تأثیرگذار در نظریه بازنمایی، هندسه جبری و فیزیک ریاضی
- سرگئی برنشتاین، چند جمله ای برنشتاین، قضیه برنشتاین و نابرابری‌های برنشتاین را در نظریه احتمال ایجاد کرد.
- نیکولای بوگولیوبوف، ریاضیدان و فیزیکدان نظری، نویسنده قضیه لبه گوه، قضیه کریلوف-بوگولیوبوف، توصیف تابع و کمک‌های مهم متعدد به مکانیک کوانتومی.
- ولادیمیر برکوویچ، فضاهای برکوویچ را توسعه داد
- ویکتور بونیاکوفسکی، که به خاطر کارش در مکانیک نظری و نظریه اعداد مورد توجه قرار گرفت، و کشف اولیه نابرابری کوشی- شوارتز به او نسبت داده می‌شود.
- لئونید برلیاند، نظریه‌پرداز PDE، روی روش‌های همگن‌سازی مجانبی کار کرد، برنده جایزه هومبولت

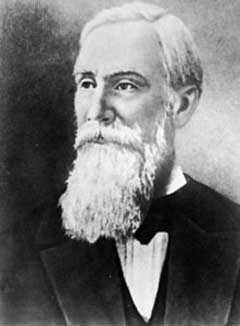
چبیشف

- گئورگ کانتور، مخترع نظریه مجموعه‌ها. کانتور در امپراتوری روسیه متولد شد و در سن ۱۱ سالگی به همراه خانواده خود به زاکسن نقل مکان کرد.
- سرگئی چاپلیگین، نویسنده معادله چاپلیگین مهم در آیرودینامیک و مفهوم گاز چاپلیگین.
- نیکولای چبوتاریوف، نویسنده قضیه چگالی چبوترف
- پافنوتی چبیشف، معلم برجسته و بنیانگذار ریاضیات روسیه، به احتمالات، آمار و نظریه اعداد، نویسنده نابرابری چبیشف، فاصله چبیشف، تابع چبیشف، معادله چبیشف و غیره کمک کرد.
- سرگئی چرنیکوف، مشارکت کننده قابل توجهی در نظریه گروه نامتناهی (توسعه دهنده گروه‌های چرنیکوف) و برنامه‌ریزی خطی.
- بوریس دلونای، مخترع مثلث سازی دلون، اولین المپیاد دانشجویی شوروی را در ریاضیات سازماندهی کرد.
- ولادیمیر درینفلد، ریاضیدان و فیزیکدان نظری، گروه‌های کوانتومی و ساخت ADHM را معرفی کرد، برنده مدال فیلدز
- یوجین داینکین، نمودار داینکین، لم دوب-داینکین و سیستم داینکین را در جبر و احتمال توسعه داد.

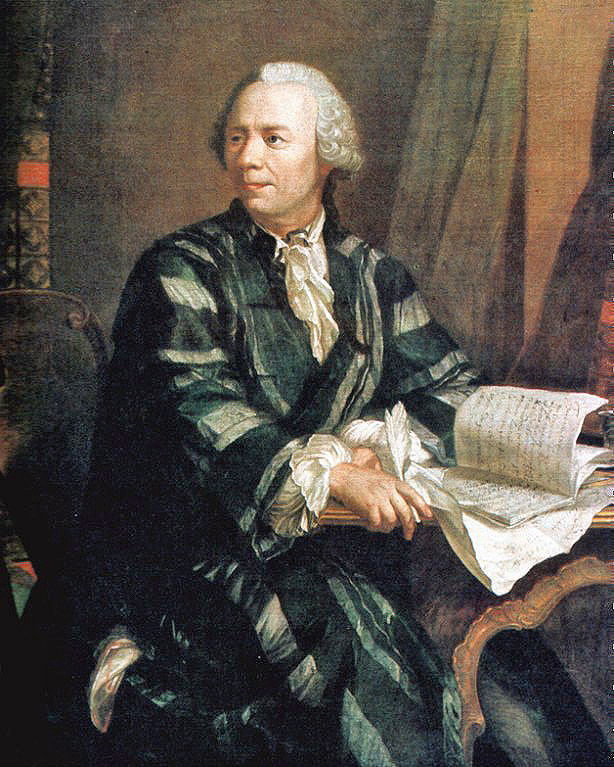
اویلر

- دیمیتری اگوروف، که به دلیل مشارکت قابل توجه در زمینه‌های هندسه دیفرانسیل و تجزیه و تحلیل ریاضی شناخته شده‌است.
- لئونارد اویلر، ریاضیدان برجسته قرن هجدهم، و شاید بزرگترین تمام دوران، اکتشافات مهمی در تجزیه و تحلیل ریاضی، نظریه گراف و نظریه اعداد انجام داد، بسیاری از اصطلاحات و نمادهای ریاضی مدرن (تابع ریاضی، عدد اویلر، دایره‌های اویلر و غیره) را معرفی کرد. اگرچه اویلر متولد سوئیس بود بیشتر عمر خود را در سن پترزبورگ گذراند.
- ایوان فسنکو، نظریه‌پرداز اعداد
- آناتولی فومنکو، توپولوژیست و زمان‌شناس، نظریه بحث‌برانگیزی در خصوص گاهشماری جدید ارائه کرد.
- الکساندر فریدمن، ریاضیدان، فیزیکدان، ژئوفیزیکدان
- یوگراف فیودوروف، ریاضیدان و کریستالوگراف، نمودار تناوبی را در هندسه شناسایی کرد، اولین گرافی که تمام ۲۳۰ گروه فضایی کریستال‌ها را فهرست بندی کرد.

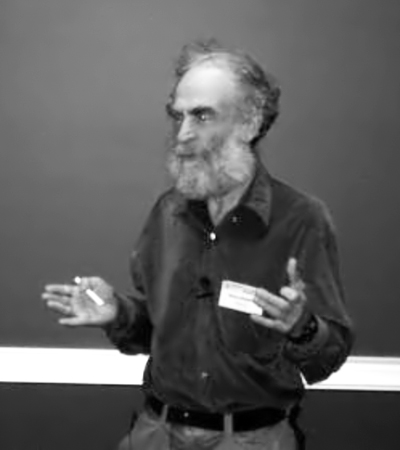
گروموف

- بوریس گالرکین، روش گالرکین را در تحلیل عددی توسعه داد
- اسرائیل گلفاند، مشارکت کننده اصلی در زمینه‌های متعدد ریاضیات، از جمله نظریه گروه، نظریه نمایش و جبر خطی، نویسنده نمایش گلفاند، جفت گلفاند، سه‌گانه گلفاند، هندسه انتگرال و غیره.
- الکساندر گلفوند، نویسنده قضیه گلفوند، ابزاری برای به دست آوردن تعداد نامتناهی ماورایی، از جمله ثابت Gelfond-Schneider و ثابت Gelfond، ارائه کرد. برنده جایزه ولف در ریاضیات
- سمیون آرانوویچ گرشگورین، از شهرت قضیه دایره گرشگورین
- سرگئی گودونوف، قضیه گودونف و طرح گودونف را در معادلات دیفرانسیل توسعه داد.
- والری گوپا، مخترع کدهای گوپا در هندسه جبری
- میخائیل گروموف، توسعه دهنده برجسته نظریه گروه هندسی، مخترع اصل هموتوپی، قضیه فشردگی گروموف، هنجار گروموف، محصول گروموف و غیره را معرفی کرد، برنده جایزه ولف.

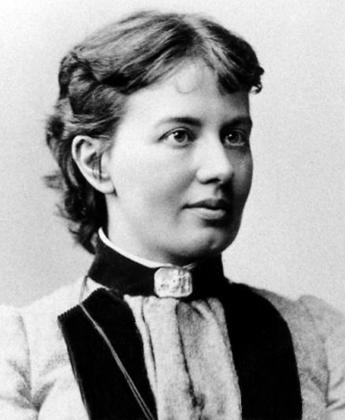
کووالفسکایا

- لئونید کانتوروویچ، ریاضیدان و اقتصاددان، برنامه‌ریزی خطی را پایه‌گذاری کرد، نابرابری کانتوروویچ و متریک کانتوروویچ را معرفی کرد، نظریه تخصیص بهینه منابع را توسعه داد، برنده جایزه نوبل اقتصاد.
- آناتولی کاراتسوبا، الگوریتم کاراتسوبا (اولین الگوریتم ضرب سریع) را توسعه داد.
- دیوید کژدان، ریاضیدان شوروی، آمریکایی و اسرائیلی، نظریه بازنمایی، نظریه مقوله، حدس کژدان-لوشتیگ، قضیه کژدان-مارگولیس، ویژگی کژدان (T). برنده بورسیه مک آرتور، جایزه اسرائیل، جایزه شاو در ریاضیات، استاد دکتری ولادیمیر ووودسکی (برنده مدال فیلدز)
- لئونید خاچیان، الگوریتم بیضی را برای برنامه‌ریزی خطی توسعه داد
- الکساندر خینچین، فرمول پولاکزک-خینچین، قضیه وینر-خینچین و نابرابری خینچین را در نظریه احتمال ایجاد کرد.
- آسکولد خوانسکی، مخترع نظریه Fwnomials، مشارکت در نظریه واریته‌های توریک، برنده جایزه Jeffery-Williams
- آندری کولموگروف، ریاضیدان برجسته قرن بیستم، برنده جایزه ولف. مشارکت‌های متعدد در ریاضیات عبارتند از: اصول احتمال، معادله چپمن-کلموگروف و قضیه بسط کولموگروف در احتمال. پیچیدگی کلموگروف و غیره
- ماکسیم کونتسویچ نویسنده فرمول کوانتیزاسیون انتگرال و کونتسویچ و برنده مدال فیلدز
- الکساندر کورکین،
- ولادیمیر کوتلنیکوف، پیشگام در نظریه اطلاعات، نویسنده قضیه نمونه‌گیری بنیادی
- سوفیا کووالفسکایا، اولین استاد زن در اروپای شمالی و روسیه، اولین استاد زن ریاضیات، بالای کوالفسکایا را کشف کرد.
- میخائیل کراوچوک، چند جمله ای‌های کراوچوک و ماتریس کراوچوک را توسعه داد.
- مارک کرین، دوگانگی تاناکا-کرین، قضیه کرین-میلمن و فضای کرین، برنده جایزه ولف
- الکساندر کرونرود، توسعه دهنده فرمول گاوس-کرونرود و کائیسا، اولین قهرمان شطرنج کامپیوتری جهان
- آلکسی نیکولاویچ کریلوف، برای اولین بار روش زیرفضای کریلوف را توسعه داد که هنوز روش عددی پرکاربرد برای مسائل خطی است.
- نیکولای کریلوف، نویسنده قضیه لبه گوه، قضیه کریلوف-بوگولیوبوف و توصیف تابع
- الکساندر کوروش، نویسنده قضیه زیرگروه کوروش و مسئله کوروش در نظریه گروه

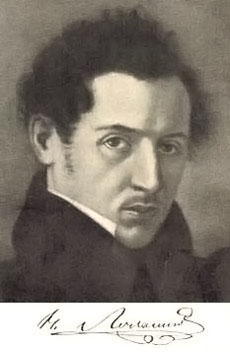
لوباچفسکی

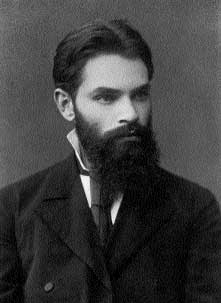
لیاپانوف

- اولگا لادیژنسکایا، کمک زیادی به حل مسئله نوزدهم هیلبرت و معادلات مهم ناویر-استوکس کرد.
- اوگنی لندیس، مخترع الگوریتم درخت AVL
- ولادیمیر لونشتاین، خودکار لونشتاین، کدگذاری لونشتاین و فاصله لونشتاین را توسعه داد.
- لئونید لوین، دانشمند کامپیوتر، قضیه کوک-لوین را توسعه داد
- یوری لینیک، قضیه لینیک را در نظریه اعداد تحلیلی توسعه داد
- نیکلای لوباچفسکی، کوپرنیک هندسی که اولین هندسه غیر اقلیدسی را ایجاد کرد (هندسه لوباچفسکی یا هذلولی)
- لازار لیوسترنیک، ریاضیدان، معروف برای کار در توپولوژی و هندسه دیفرانسیل. تئوری Lyusternik-Schnirelmann را با Lev Schnirelmann توسعه می‌دهد.
- نیکولای لوسین، قضیه لوزین، فضاهای لوزین و مجموعه‌های لوزین را در نظریه مجموعه‌های توصیفی توسعه داد.
- الکساندر لیاپانوف، بنیانگذار نظریه پایداری، نویسنده قضیه حد مرکزی لیاپانوف، معادله لیاپانوف، فراکتال لیاپانوف، زمان لیاپانوف و غیره.

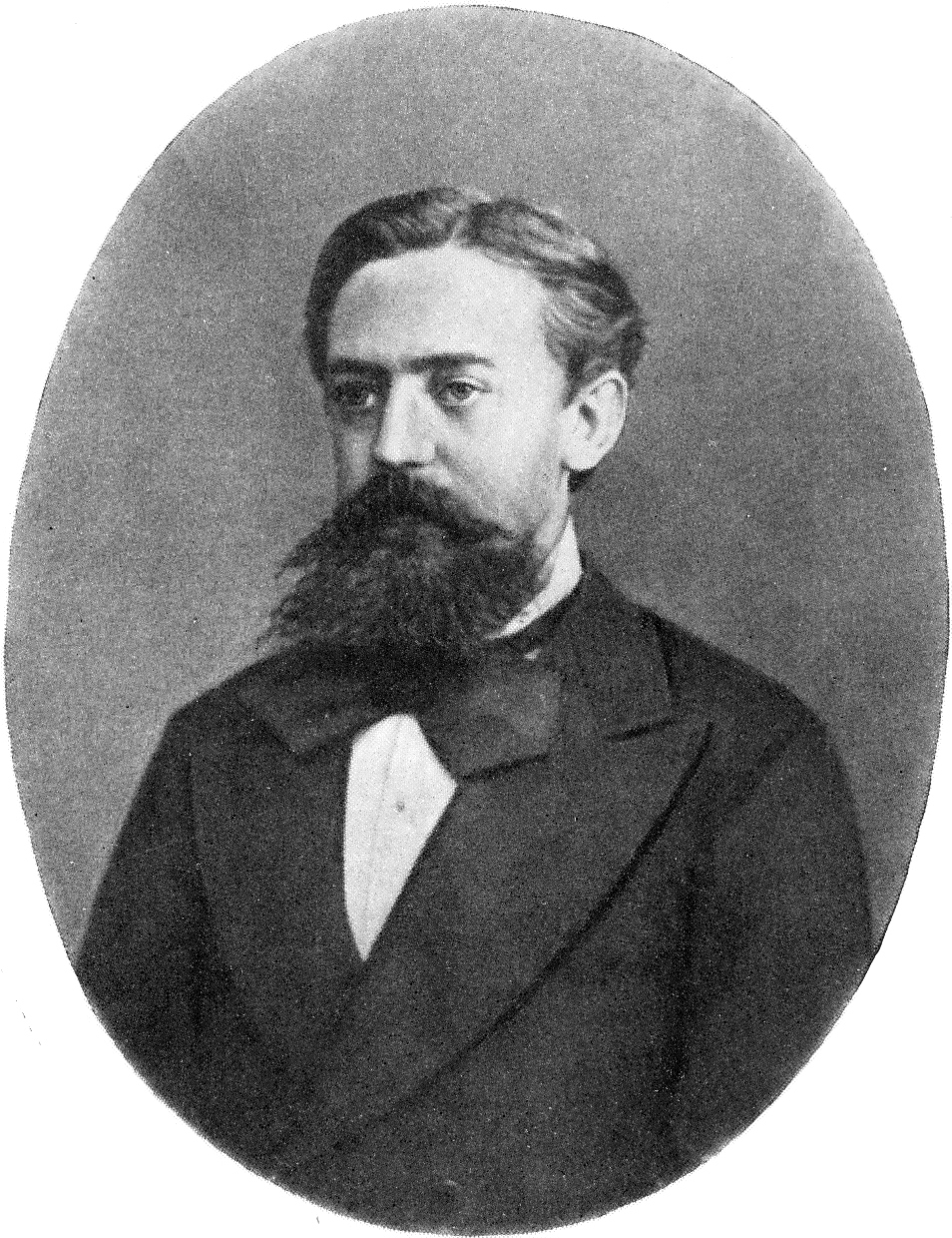
مارکوف، سینیور

- لئونتی ماگنیتسکی، مدیر مدرسه ریاضیات و ناوبری مسکو، نویسنده کتاب درسی قرن ۱۸ روسیه در ریاضیات
- آناتولی مالتسف، تصمیم پذیری گروه‌های جبری مختلف را مورد تحقیق قرار داد و جبر Malcev را توسعه داد.
- یوری مانین، نویسنده پیوند گاوس-مانین در هندسه جبری، حدس مانین-مامفورد و انسداد مانین در هندسه دیوفانتین
- گریگوری مارگولیس، بر روی شبکه‌های شبکه در گروه‌های دروغ، برنده جایزه ولف و برنده مدال فیلدز کار کرد.
- آندری مارکوف، پدر، زنجیره‌های مارکوف را اختراع کرد، نابرابری برادران مارکوف را ثابت کرد، نویسنده مدل پنهان مارکوف، عدد مارکوف، ویژگی مارکوف، نابرابری مارکوف، فرآیندهای مارکوف، میدان تصادفی مارکوف، الگوریتم مارکوف و غیره.
- آندری مارکوف جونیور نویسنده اصل مارکف و قانون مارکف در منطق
- یوری ماتیاسویچ، نویسنده قضیه ماتیاسویچ در نظریه مجموعه‌ها، راه حلی منفی برای مسئله دهم هیلبرت ارائه کرد.
- میخائیل منشیکوف، احتمال‌شناس
- الکساندر میخائیلوف، اصطلاح انفورماتیک را ابداع کرد
- مارک نایمارک، نویسنده قضیه Gelfand-Naimark و مسئله Naimark
- پیوتر نوویکوف، کلمه مشکل برای گروه‌ها و مشکل Burnside را حل کرد
- سرگئی نوویکوف، روی توپولوژی جبری و نظریه سالیتون کار کرد، توالی طیفی آدامز-نوویکوف و حدس نوویکوف را توسعه داد، جایزه ولف و برنده مدال فیلدز
- آندری اوکونکوف، گروه‌های متقارن بی‌نهایت و محقق طرح هیلبرت، برنده مدال فیلدز
- میخائیل اوستروگرادسکی، ریاضیدان و فیزیکدان، نویسنده قضیه واگرایی و کسرهای جزئی در ادغام
- گریگوری پرلمان، کمک‌های مهمی به هندسه و توپولوژی ریمانی کرد، حدس هندسی و حدس پوانکره را اثبات کرد، مدال فیلدز و اولین جایزه مسائل مربوط به جایزه هزاره کلی را گرفت (هر دو را رد کرد)
- لو پونتریاگین، ریاضیدان نابینا، دوگانگی پونتریاگین و Pontryagin را در توپولوژی، و اصل کمینه پونتریاگین در کنترل بهینه ایجاد کرد.
- یوری پروخوروف، نویسنده متریک لوی- پروخوروف و قضیه احتمال پروخوروف
- الکساندر رازبوروف، ریاضیدان و نظریه‌پرداز محاسباتی که برنده جایزه نوانلینا در سال ۱۹۹۰ و جایزه گودل برای کمک به علوم کامپیوتر شد.

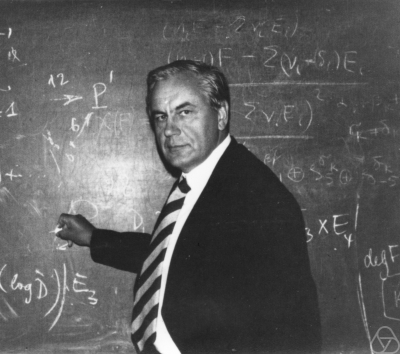
شفرویچ

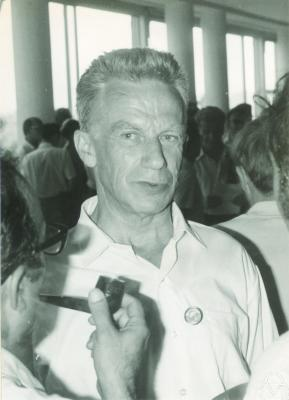
سوبولف

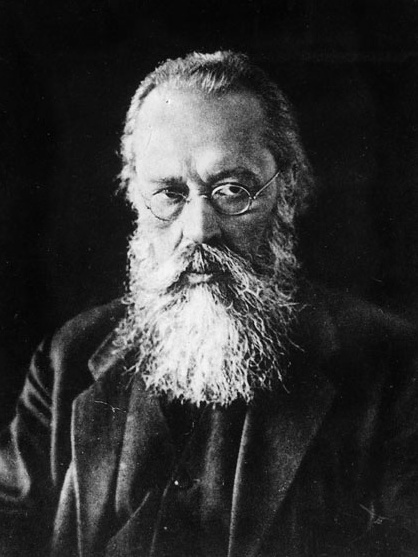
استکلوف

- لو شنیرلمان، دسته Lusternik-Schnirelmann را در توپولوژی و چگالی Schnirelmann اعداد توسعه داد.
- ایگور شافارویچ، قضیه شفارویچ-ویل را معرفی کرد، قضیه گلود-شفارویچ و قضیه شفارویچ را در مورد گروه‌های قابل حل گالوا، مخالف مهم رژیم شوروی، اثبات کرد، کتاب‌ها و مقالاتی نوشت که به انتقاد از سوسیالیسم پرداخت.
- موسی شونفینکل، مخترع منطق ترکیبی
- یاکوف سینا ، آنتروپی کولموگروف-سینای و بیلیارد سینا، برنده جایزه ولف را توسعه داد.
- یوگن اسلوتسکی، آماردان و اقتصاددان، معادله اسلوتسکی و قضیه اسلوتسکی را توسعه داد.
- استانیسلاو اسمیرنوف، محقق برجسته شبکه مثلثی، برنده مدال فیلدز
- سرگئی سوبولف، فضاهای سوبولف و توزیع‌های ریاضی را معرفی کرد، یکی از توسعه دهندگان اولین کامپیوتر سه تایی Setun.
- ولادیمیر استکلوف، ریاضیدان و فیزیکدان، مؤسس مؤسسه ریاضیات استکلوف، قضایای سری فوریه تعمیم یافته را اثبات کرد.
- بلا سابوتوفسکایا، متخصص توابع بولی، مؤسس دانشگاه غیرمجاز مردم یهودی برای آموزش یهودیان محروم از دانشگاه‌های با کیفیت
- یاکوف تراخنبرگ، سیستم محاسبه ذهنی تراخنبرگ را توسعه داد
- بوریس تراختنبروت، قضیه شکاف را اثبات کرد، قضیه تراختنبروت را توسعه داد.
- والنتین تورچین، مخترع زبان برنامه‌نویسی Refal ، انتقال و ابرکامپایل متاسیستم را معرفی کرد.
- آندری تیخونوف، نویسنده فضای تیخونوف و قضیه تیخونوف (مرکزی در توپولوژی عمومی)، نظم بخشی تیخونوف به مسائل بد مطرح شده، مگنتوتلوریک را اختراع کرد.
- پاول اوریسون، قضایای اندازه‌گیری، لمای اوریسون و فضای فرشت-اوریسون را در توپولوژی توسعه داد.
- نیکولای واسیلیف، مخترع منطق غیر ارسطویی، پیشرو منطق‌های چندجانبه و چند ارزشی
- ایوان وینوگرادوف، قضیه وینوگرادوف و نابرابری پولیا-وینوگرادوف را در نظریه اعداد تحلیلی توسعه داد.
- ولادیمیر ووودسکی، نظریه هموتوپی را برای طرح‌ها و هم‌شناسی انگیزشی مدرن، برنده مدال فیلدز معرفی کرد.
- گئورگی ورونوی، نمودار ورونوی را اختراع کرد
- دیمیتری یگوروف، نویسنده قضیه اگوروف در تحلیل ریاضی
- افیم زلمانوف, مشکل محدود Burnside را حل کرد. برنده مدال فیلدز